# A Sailor Moon S epizódjainak listája
Ez a szócikk a Sailor Moon című anime (nálunk "Varázslatos álmok") harmadik évadának epizódismertetőit tartalmazza. A sorozat a TV Asahi és a Toei Animation együttműködésének köszönhetően készülhetett el, 1994–1995-ben. Magyarországon 1998-ban került bemutatásra, az AB International Distribution által végzett szinkronizálás után az RTL Klubon.
Az évad elnevezésében az "S" a "Super" rövidítése. Ez az évad az összes közül a legsötétebb hangvételű. A főgonoszok célja ugyanis ezúttal nem a hódítás, hanem az elpusztítás, s emellett olyan etikai-morális kérdések is felmerülnek, mint hogy fel lehet-e áldozni egy emberi életet azért, hogy megmentsék a világot. Három új harcos, Sailor Uranus, Sailor Neptune és Sailor Saturn is megjelennek, valamint Sailor Pluto is bekerül a sorozatba, és civil identitást is kap. Csibiusza először látható a sorozatban, mint Sailor Chibi Moon.
Az évad legellentmondásosabb kérdése Uranus és Neptune kapcsolata. Bár kifejezetten soha nem utaltak rá a sorozatban, de mégis úgy tűnik, mintha valamiféle leszbikus kapcsolatban élnének. Ezt a szinkronizált változatokban úgy oldották meg, hogy unokatestvérekké tették meg, vagy a barátságukat hangsúlyozták ki erősebben. Magyarországon ezt annyival tették bonyolultabbá, hogy az erősebb testfelépítésű Haruka civil identitása férfi, míg Sailor Uranus identitása női szinkronhangot kapott.

## Epizódismertető
Az egyszerűség kedvéért az eredeti japán és az RTL Klub által adott magyar epizódcímek szerepelnek az ismertetőben. A szereplők nevei azonban az eredeti japán változatnak megfelelőek.
| 90 | "Chikyū hōkai no yokan? Nazo no shin Senshi shutsugen" (地球崩壊の予感?謎の新戦士出現) Új kihívások                 | 1994. március 19.    |
| Rei-nek látomásai támadnak a világ pusztulásáról. Ezzel egy időben új ellenség bukkan fel: a Death Busters, akik Démonia tojásait használva különféle lények segítségével keresnek tiszta szíveket. Sailor Moon ereje nem elegendő ellenük, a bross is tönkremegy, ám két rejtélyes harcos egyetlen mozdulattal végez velük. | |                      |
| 91 | "Ai no roddo tanjō! Usagi no shin henshin" (愛のロッド誕生うさぎの新変身) A holdbéli szív                           | 1994. március 26.    |
| A Death Busters következő célpontja egy macskakedvelő lány. Sailor Moon megpróbál közbelépni, de ereje túl kevés. Mamoru segítségével azonban brossa megújul, új energiát és fegyvert kap, s így már szembe tud szállni a gonosszal. | |                      |
| 92 | "Suteki na bishōnen? Ten'ō Haruka no himitsu" (素敵な美少年?天王はるかの秘密) Fiú vagy lány?                        | 1994. április 16.    |
| Usagi és Minako találkoznak egy jóképű "fiúval", Harukával. Később azonban felbukkan Micsiru, s ekkor rájönnek, hogy Haruka valójában lány. Egy démon célpontja egy autószerelő, akit Sailor Moon könnyűszerrel legyőz. A harc közben Sailor Uranus és Sailor Neptune megmutatkozik. | |                      |
| 93 | "Usagi no akogare! Yūbi no tensai Michiru" (うさぎの憧れ!優美な天才みちる) Az ideál                                 | 1994. április 23.    |
| Usagi kétségbe van esve, hogy bár ő egy jövendőbeli hercegnő, mégis rendkívül tehetségtelen. Szeretné megkérni a többieket, hogy segítsenek neki, de nemet mondanak. Végül a nagyszerűen hegedülő Micsirutól kap tanácsokat, valamint belépőt az esti hegedűkoncertre. Ott azonban ismét akcióba lép a gonosz. | |                      |
| 94 | "Pyua na kokoro wo mamore! Teki mikata mittsu tomoe ransen" (純な心を守れ!敵味方三つ巴乱戦) Egy felejthetetlen csók | 1994. április 30.    |
| Motoki lánytestvére az első csókról ábrándozik. Démonia egyik tojásából kikel egy lény, amely elrabolja a lány tiszta szívét. Sailor Moon a nyomába ered, akárcsak Uranus és Neptune, akik a titokzatos Szent Grál megtalálása érdekében talizmánokat keresnek minden tiszta szívben. | |                      |
| 95 | "Koi no otasuke wa Mūn ni omakase" (恋のおたすけはムーンにおまかせ) Szerelmesek parkja                              | 1994. május 7.       |
| Umino és Naru mindketten rendelkeznek jegyekkel, hogy részt vegyenek a Szerelmesek Parkjában megrendezett szerelmi vetélkedőn, de nem merik elmondani egymásnak, ami csak feldühíti őket. Uszagi végül kibékíti őket. A versenyen részt vesz Haruka és Micsiru is, valamint Démonia legújabb szörnye. | |                      |
| 96 | "Reikoku na Uranasu? Makoto no pinchi" (冷酷なウラヌス?まことのピンチ) Makoto kalandja                              | 1994. május 14.      |
| Makoto szerelmes lesz Haruka civil alteregójába, de reménytelenül. A lányok nem értik, mi baja lehet. Egy szörny azonban szemet vet rá, hogy megszerezze tiszta szívét. Sailor Jupiter és Sailor Uranus összecsapnak, de az előbbi veszít. | |                      |
| 97 | "Mizu no rabarinsu! Nerawareta Ami" (水のラビリンス!ねらわれた亜美) Versenyszellem                                  | 1994. május 21.      |
| Ami megpróbálja leküzdeni kétségeit, amelyek abból erednek, hogy folyamatosan tanul, megfelelési kényszer alatt. Az uszodába megy lazítani, ahol versenyt úszik Micsiruval. Egy démon éppen Amit szemeli ki célpontnak. | |                      |
| 98 | "Tomodachi wo sukue! Mūn Uranasu rengō" (友達を救え!ムーンウラヌス連合) Egységben az erő                            | 1994. május 28.      |
| Haruka megnyer egy motorversenyt. Nem sokkal később ő és Uszagi menekülni kényszerülnek, amikor a motorosok rájuk támadnak. A Death Busters csapat egyik tagja, Kaolinite azonban csapdát állít, s ezért Démonia egyik tojását rejtette el a közelben. Sailor Neptune megjelenik ugyan, de őt hozzákötözik egy fához, s ezzel egy időben Sailor Moont és Sailor Uranust egymáshoz kötik. Miután nem tudnak kiszabadulni, kénytelenek csapatmunkát végezni.                                                               | |                      |
| 99 | "Otoko no yasashisa! Yūichirō Rei ni shitsuren?" (男の優しさ!雄一郎レイに失恋?) Szerelmi bánat                      | 1993. május 29.      |
| Juicsiró aggódik Rei állapota miatt, aki éjszakákat virraszt át, hogy megszabaduljon látomásaitól. Ám nagyon elszomorodik, amikor meglátja Rei-t Harukával, mert azt hiszi, hogy szerelmesek. Elhagyja a szentélyt is, ám ekkor egy démon rátámad. | |                      |
| 100 | "Sērā Senshi wo yametai!? Minako no nayami" (S戦士を辞めたい!?美奈子の悩み) Hol van a boldogság?                    | 1994. június 25.     |
| Minakót bosszantja, hogy nem tetszik a fiúknak, ezért úgy dönt, hogy ismét elkezd röplabdázni. Felbukkan egy régi sportoló ismerőse is, aki bevallja neki, hogy régebben nem volt számára közömbös. | |                      |
| 101 | "Usagi namida! Tanjōbi ni garasu no kutsu wo" (うさぎ涙!誕生日にガラスの靴を) Üvegcipő, 1. rész                     | 1994. július 2.      |
| Mamoru elfeledkezik Uszagi születésnapjáról. Hogy kiengesztelje a lányt, megveszi neki azt a cipőt, amire már nagyon régóta áhítozott. Nem is sejtik, hogy a lábbeliben Démonia egyik tojása van. Mielőtt felvehetné vele a harcot, Kaolinite ellopja a brossát, így nem tud átváltozni. | |                      |
| 102 | "Ubawareta pyua na kokoro! Usagi zettai zetsumei" (奪われた純な心!うさぎ絶体絶命) Üvegcipő, 2. rész                 | 1994. július 16.     |
| Kaolinite félrevezetése céljából a holdharcosok beöltöztetik Sailor Venust Sailor Moon-nak, hogy visszaszerezzék a brossot. Hamarosan megjelenik a két másik harcos is, és végeznek Kaolinite-tal. Helyét Eudial veszi át a Death Busters-nél, aki a Witches 5 csapat tagja. | |                      |
| 103 | "Yatte kita chiccha na Bishōjo Senshi" (やって来たちっちゃな美少女戦士) A legkisebb harcos visszatér                | 1994. augusztus 6.   |
| A Rei által szervezett nyári fesztiválon fellép egy messze földön híres dobos is, akit megtalál egy démon. Sailor Moon-ék nem bírnak el vele, ám hirtelen megjelenik Csibiusza, mint Sailor Chibi Moon, és segít nekik. | |                      |
| 104 | "Tomodachi wo motomete! Chibi Mūn no katsuyaku" (友達を求めて!ちびムーンの活躍) Barát nélkül                        | 1994. augusztus 20.  |
| Csibiusza azért tért vissza a jövőből, mert az édesanyja azt szeretné, ha itt készülne fel az életre. Ehhez elsősorban barátokat kell találnia, ami nem megy könnyen. Végül egy teaszentélyben találkozik valakivel, akivel érdemes lenne barátkoznia, ám hamarosan megjelenik egy démon. | |                      |
| 105 | "Pawā ga hoshī! Mako-chan no mayoi michi" (力が欲しい!まこちゃんの迷い道) Mindenki egyért                           | 1994. augusztus 27.  |
| Miután egy démonnal sikertelenül vette fel a harcot, Makoto úgy dönt, hogy a hegyekbe utazik tréningre. Mesterét azonban megtámadja egy démon. A lányok, azzal az ürüggyel, hogy támogatni szeretnék őt, utánamennek - valójában azonban csak szórakozni akarnak. Először történik említés a Szent Grált rejtő talizmánok mibenlétéről. | |                      |
| 106 | "Unmei no kizuna! Uranasu no tōi hi" (運命のきずな!ウラヌスの遠い日) A halálos kapcsolat                            | 1994. szeptember 3.  |
| Haruka felidézi azt az időt, amikor találkozott Micsiruval, aki elmondta neki, hogy az a végzete, hogy Sailor Uranusként küzdjön a gonosz ellen, és keresse meg a talizmánokat, hogy összeállíthassák belőle a Szent Grált. Haruka nem akarja feladni a régi életét, de egy szörny támadása miatt kénytelen rá. Ebben az epizódban szerepel egyedül olyan ellenség, amely megegyezik a manga lényeivel. | |                      |
| 107 | "Geijutsu wa ai no bakuhatsu! Chibiusa no hatsukoi" (芸術は愛の爆発!ちびうさの初恋) A kis művész                    | 1994. szeptember 10. |
| Csibiusza találkozik egy fiúval, aki nagyon megtetszik neki a művészeti szakkörön. A gond csak az, hogy a fiúnak meg Micsiru tetszik, aki szintén a szakkörbe jár, mint festő. Uszagi időközben azon van, hogy a két fiatalt összehozza. | |                      |
| 108 | "Usagi no dansu wa warutsu ni notte" (うさぎのダンスはワルツに乗って) Táncolj te is                                 | 1994. szeptember 17. |
| Egy jól öltözött angol úr jelenik meg, és egy nagyszerű estélyre invitálja meg Mamorut és a lányokat. Uszagi túl sokat iszik, és a csapatnak ezután kell megküzdenie a helyszínen felbukkanó Eudiallal és démonjával. | |                      |
| 109 | "Shōgeki no koku! Arakasareta otagai no shōtai" (衝撃の刻!明かされた互いの正体) A kinyilatkoztatás                  | 1994. szeptember 24. |
| Minakót frusztrálja, hogy eddig ő az egyetlen harcos, akinek a tiszta szívét nem akarták elvenni, ezért azt hiszi, hogy neki talán nem is tiszta a szíve. Egy démon később mégis megtámadja, s a harc közben lelepleződik Sailor Uranus és Neptune valódi identitása is. | |                      |
| 110 | "Uranasu-tachi no shi? Tarisuman shutsugen" (ウラヌス達の死 タリスマン出現) A sors                                  | 1994. október 15.    |
| Eudial rájön egy program segítségével, hogy a Szent Grál megszerzéséhez szükséges talizmánok valójában mindvégig Uranus és Neptune tiszta szívében rejtőztek. Elcsalja őket az építés alatt álló tengeri katedrálisba. Itt fondorlattal elveszi Micsiru talizmánját, ami egy tükör. Haruka pedig, amikor látja a helyzetet, kiveszi a saját tiszta szívét, s az ő talizmánja nem más, mint egy kard. | |                      |
| 111 | "Seihai no shinpi na chikara! Mūn nidan henshin" (聖杯の神秘な力!ムーン二段変身) A Szent Grál                       | 1994. október 22.    |
| Sailor Pluto visszatér és feltámasztja a két halott harcost. Nála van a harmadik talizmán, ami nem más, mint varázsbotjának gömbje. A három tárgy együttes jelenlétének hatására megjelenik a Szent Grál, amely Sailor Moon-hoz kerül. Ennek segítségével támadásai erősebbek lesznek. Eudial megpróbál elmenekülni, de vetélytársa, Mimete, szándékosan szabotálja autóját, hogy végezzen vele. | |                      |
| 112 | "Shin no kyūseishu wa dare? Hikari to kage no kaosu" (真の救世主は誰?光と影のカオス) Fény és árnyék                 | 1994. november 5.    |
| A lányok elmennek megnézni egy filmforgatást. Itt találkozik Csibiusza egy beteges kislánnyal, akit Hotarunak hívnak. Remekül össze is barátkoznak, Csibiusza haza is kíséri őt. Bár édesapja, Tomoe professzor nagyon megnyerőnek és barátságosnak tűnik, kiderül róla, hogy megszállta egy idegen lény, s ennek hatására ő a Death Busters csapat vezetője. | |                      |
| 113 | "Yōki tadayō ie! Bishōjo Hotaru no himitsu" (妖気漂う家!美少女ほたるの秘密) Olivia titka                            | 1994. november 12.   |
| A három külső holdharcos megjelenik az Álarcos Férfi előtt, és elmondják neki, miért nem harcolhatnak Sailor Moon oldalán. Uszagi és Csibiusza meglátogatják Hotarut, s az otthonában találkoznak egy nővel, aki a megszólalásig hasonlít a halottnak hitt Kaolinite-ra. Megjelenik a rettegett Csend Úrnője is, aki tiszta szívekért könyörög. Haruka gyanakodni kezd, és arra kéri Uszagit, hogy ne engedje, hogy Csibiusza Hotaruval barátkozzon.                                                                     | |                      |
| 114 | "Aidoru daisuki! Nayameru Mimetto" (アイドル大好き!悩めるミメット) Miminek nincs szerencséje                        | 1994. november 19.   |
| Mimete és Minako együtt indulnak egy szépségversenyen. Amikor Mimete kiesik a versenyből, dühös lesz, és mindenkire rátámad. | |                      |
| 115 | "Chinmoku no kage!? Awaki Hotaru hi no yurameki" (沈黙の影!?あわき蛍火のゆらめき) Olivia kórházba kerül             | 1994. november 26.   |
| Mimete következő célpontja egy híres filmrendező. Hotaru szomorú múltjának az emlékképei feltárulnak. Egy démon lép támadásba, akit Hotaru, valamilyen különleges képességének hatására, megfékez. | |                      |
| 116 | "Arashi nochi hare! Hotaru ni sasageru yūjō" (嵐のち晴れ!ほたるに捧げる友情) A vihar                                | 1994. december 3.    |
| A lányok elviszik magukkal piknikezni Hotarut. Mamoru bemutatja őket egy régi ismerősének, aki egy keményen dolgozó kertész az üvegházban. Időközben rettenetes vihar tör ki, s Démonia szörnyei is felbukkannak. | |                      |
| 117 | "Yori takaku yori tsuyoku! Usagi no ōen" (より高くより強く!うさぎの応援) A jövő titka                               | 1994. december 10.   |
| Hotaru bálványa egy híres atléta, aki gyermekkorában szintén súlyos beteg volt, de leküzdötte hátrányát, s azóta rekordokat állít be. Ír neki egy levelet, de nem meri átadni neki. A lányok ráveszik, hogy menjenek el a stadionba, ahol személyesen is találkozhat vele. | |                      |
| 118 | "Makū no tatakai! Sērā Senshi no kake" (魔空の戦い!セーラー戦死の賭け) Egy másik világ                              | 1994. december 17.   |
| Mimete saját maga próbál meg előállítani egy Démonia-tojást, és emiatt az egész Tomoe-házat egy alternatív dimenzióba juttatja. Csibiusza és Hotaru a ház foglyai lesznek, a holdharcosok pedig bejutnak a házba, ahol le kell győzniük egy játékdémont ahhoz, hogy kijussanak. | |                      |
| 119 | "Chinmoku no Meshia kakusei? Unmei no hoshiboshi" (沈黙のメシアの覚せい?運命の星々) Szaturnusz felbukkan            | 1994. december 24.   |
| A harcosoknak egy planetáriumban kell elpusztítaniuk egy démont. Váratlanul azonban Hotaru homlokán megjelenik a Szaturnusz szimbóluma, és egyetlen mozdulattal megöli a démont. Uranus, Neptune, és Pluto azonnal megpróbálják megölni a lányt, mert úgy hiszik, hogy ő a Csend Úrnője, aki halált és pusztulást hoz a Földre, de Sailor Moon nem engedi. | |                      |
| 120 | "Ijigen kara no shinryaku! Mugen Gakuen no nazo" (異次元からの侵略!無限学園の謎) Szupertehetségek Iskolája          | 1995. január 7.      |
| Csibiusza elmegy meglátogatni Hotarut, de szomorúan kell tudomásul vennie, hogy a lány már nem lakik ott. Közben a holdharcosok a Tomoe professzor által vezetett Szupertehetségek Iskolájába mennek nyomozni. Mimete még egyszer utoljára rájuk támad, de egyik riválisa, Tellu, végez vele is. | |                      |
| 121 | "Kokoro wo ubau yōka! Daisan no majō Teruru" (心を奪う妖花!第三の魔女テルル) A szörnyeteg bolygó                    | 1995. január 14.     |
| Tellu kifejleszt egy speciális növényt, ami kifejezetten tiszta szívek elrablására szolgál. A lányok azonban tudomást szereznek erről, s saját fegyverét fordítják Tellu ellen. A nyomok ismét a Szupertehetségek Iskolájába vezetnek. | |                      |
| 122 | "Ai wo shinjite! Ami, kokoro yasashiki Senshi" (愛を信じて!亜美心優しき戦士) Tudomány és emberség                   | 1995. január 21.     |
| Ami vizsgálódik a Szupertehetségek Iskolájában. Itt találkozik Viluy-jal, aki szintén a Death Bustersnek dolgozik. Kifejlesztett egy gépet, amellyel a tanulók tiszta szíveit elrabolhatja. Végül azonban a berendezés ellene fordul és végez vele. Érdekesség, hogy Viluy nevét sem a japán változatban, sem a magyarban nem említik meg, ezt csak a manga ismerői tudhatják. | |                      |
| 123 | "Hametsu no kage! Chinmoku no Meshia no mezame" (破滅の影!沈黙のメシアの目覚め) Az ébredés                          | 1995. január 28.     |
| Cyprine és Ptirol, a Death Busters ikrei, a tanulók tiszta szíveit kívánják elrabolni. Végül elbuknak, ám ekkor a Tomoe professzor által újra akcióba állított Kaolinite Csibiuszáét szerzi meg, amelyet végül át is ad a Csend Úrnőjének, aki Hotaru testében reinkarnálódik, mint Mistress 9. | |                      |
| 124 | "Semari kuru yami no kyōfu! Kusen no Hassenshi" (迫り来る闇の恐怖!苦戦の8戦士) A főpapnő                            | 1995. február 4.     |
| Mistress 9 felhasználja a maradék Démonia-tojást, hogy megakadályozza, hogy a többi holdharcos bejusson az épületbe. Sailor Moon-t elszakítják a többiektől. Sailor Pluto feláldozza magát két harcostársáért, s így Uranus és Neptune végeznek Germatoiddal, a lénnyel, aki megszállta Tomoe professzor testét. | |                      |
| 125 | "Kagayaku ryūsei! Satān soshite kyūseishu" (輝く流星!サターンそして救世主) A megmentő                               | 1995. február 11.    |
| Sailor Moon önként hajlandó átadni a Szent Grált Mistress 9 részére, abban bízva, hogy Hotaru talán erősebb lesz a főpapnőnél. Ennek hatására azonban Pharaoh 90, egy másik galaxisban élő entitás, megindul a Föld felé, hogy elpusztítsa azt. Hotaru végül erősebbnek bizonyul, s a lányok előtt már mint Sailor Saturn jelenik meg. Feláldozza magát, hogy elpusztítsa Pharaoh 90-et. Sailor Moon ebbe nem tud beletörődni, és saját, valamint a lányok erejével visszahozza a halálból Hotarut, csecsemő formájában. | |                      |
| 126 | "Atarashiki seimei! Unmei no hoshiboshi betsuri no toki" (新しき生命!運命の星々別離の時) Az új élet                 | 1995. február 18.    |
| Hotarut visszaadják édesapjának, aki túlélte a katasztrófát, de amnéziás, és alig emlékszik valamire. Uranus és Neptune megtámadják Sailor Moon-t, amiért kockára merte tenni az egész világ sorsát egyetlen lányért. Az Ezüstkristály azonban visszaveri támadásukat, s így rájönnek arra, hogy Sailor Moon az igazi Megmentő. Tiszteletüket teszik előtte, majd elhagyják a várost. | |                      |
| 127 | "Senshi no jikaku! Tsuyosa wa jun na kokoro no naka ni" (戦士の自覚!強さは純な心の中に) Menekülés otthonról         | 1995. február 25.    |
| A romok közül egy utolsó, még életben maradt Démonia-tojás bukkan fel, és kezdi meg a tiszta szívek gyűjtését. Csibiusza vissza szeretne térni a jövőbe, de amikor látja, hogy a lányok bajban vannak, úgy dönt, hogy marad. | |                      |

## Szinkronhangok
| Főszereplő                                         | Japán hang         | Magyar hang                                                                           |
| -------------------------------------------------- | ------------------ | ------------------------------------------------------------------------------------- |
| Sailor Moon/Cukino Uszagi/Neo-Queen Serenity/Bunny | Micuisi Kotono     | Csondor Kata                                                                          |
| Tuxedo Mask/Csiba Mamoru/Bourdu                    | Furuja Tóru        | Holl Nándor                                                                           |
| Csibiusza/Sailor Chibi Moon/Camilla                | Araki Kae          | Molnár Ilona                                                                          |
| Sailor Mercury/Molly                               | Hikaszava Aja      | Mics Ildikó                                                                           |
| Sailor Mars/Rei                                    | Tomizava Micsie    | Dögei Éva                                                                             |
| Sailor Jupiter/Marcy                               | Sinohara Emi       | Kökényessy Ági                                                                        |
| Sailor Venus/Mathilda                              | Fukami Rika        | Kiss Virág                                                                            |
| Oszaka Naru                                        | Kakinuma Sino      | Zsigmond Tamara                                                                       |
| Gurió Umino                                        | Nanba Keiicsi      | Bartucz Attila                                                                        |
| Tennó Haruka/Sailor Uranus/Frederic                | Ogata Megumi       | Bartucz Attila Seszták Szabolcs Szokol Péter (110. rész) Simon Eszter Simonyi Piroska |
| Kaió Micsiru/Sailor Neptune/Mylene                 | Kacuki Maszako     | Simonyi Piroska Simon Eszter Németh Borbála (110. rész)                               |
| Meió Szecuna/Sailor Pluto/Silvana                  | Kavasima Csijoko   | Németh Borbála                                                                        |
| Tomoe Hotaru/Sailor Saturn/Olivia                  | Minagucsi Júko     | Papp Ági                                                                              |
| Motoki                                             | Szató Hirojuki     | Seszták Szabolcs                                                                      |
| Juicsiró                                           | Simada Bin         | Sótonyi Gábor                                                                         |
| Rei nagyapja                                       | Nisimara Tomomicsi | Antal László                                                                          |
| Luna                                               | Han Keiko          | Somlai Edina                                                                          |
| Artemis                                            | Takato Jaszuhiro   | Németh Zsuzsa                                                                         |
| Cukino Ikuko                                       | Takagi Szanae      | Csizmadia Gabi                                                                        |
| Cukino Singó                                       | Kavasima Csijoko   | Halasi Dániel                                                                         |
| Tomoe professzor                                   | Kamija Akira       | F. Nagy Zoltán Szokol Péter (90. rész)                                                |
| Kaolinite                                          | Uemura Noriko      | Ősi Ildikó Simonyi Piroska (90. rész)                                                 |
| Eudial                                             | Kavamura Maria     | Ősi Ildikó                                                                            |
| Mimete                                             | Kanai Mika         | Koffler Gizi Ősi Ildikó                                                               |
| Tellu                                              | Honda Csieko       | Ősi Ildikó                                                                            |
| Viluy                                              | Takamori Josino    | Riha Zsófi                                                                            |
| Cyprine/Ptilol                                     | Kaszahara Rumi     | Koffler Gizi                                                                          |
| Mistress 9                                         | Minagucsi Júko     | Hirling Judit                                                                         |

## Eltérések a mangához képest
- Az animében az új holdjogar Mamoru és Uszagi egymás iránt érzett szerelméből születik. A mangában viszont Neo-Queen Serenity adja át Sailor Moon-nak.
- Sailor Uranus és Neptune nem tudják, hogy náluk vannak a keresett talizmánok. Mi több, a mangában nincs kutatás tiszta szívek után sem.
- Hogy Haruka valójában nő, az az animében civil formáját látva is nyilvánvalóvá válik a lányok számára - a mangában ez nem ennyire egyértelmű, itt sokkal férfiasabb külsőt kapott civilben.
- Sailor Uranus és Neptune nem fogadják el Sailor Moon-t vezetőként, csak az utolsó előtti részben győződnek meg róla, hogy ő a Megmentő, aki előtt hódolatukat teszik.
- Az anime démonjai teljesen mások és szerepük is más. Egyetlen epizódban, a 106. részben láthatunk egy olyan szörnyet, mely megegyezik a manga lényeivel.
- A Witches 5 boszorkányai sokkal többet szerepelnek és karakterük is van.
- Az animében a három talizmán együttesen adja ki a Szent Grált. A mangában viszont Sailor Saturn ébred fel tőlük, a grál a harcosok egyesített erejéből születik.
- Hotaru a mangában félig ember, félig gép, apja ördögi kísérleteinek köszönhetően.
- Tomoe professzor az animében túléli az eseményeket, és egy rész erejéig az ötödik évadban is felbukkan.
- Sailor Pluto meghal ebben az évadban, mert megállítja az időt, hogy ezzel megmentse Sailor Uranus-t és Neptune-t; de kiderül, hogy módjában áll feltámadni.
- Master Pharaoh 90 a mangában sokkal félelmetesebb ellenség, és itt az alakját is láthatjuk. Az animében azonban rettentően kidolgozatlan ellenfél.